# Acropogon tireliae
Acropogon tireliae är en malvaväxtart som beskrevs av Philippe Morat och Chalopin. Acropogon tireliae ingår i släktet Acropogon och familjen malvaväxter. Inga underarter finns listade i Catalogue of Life.